# Nocardiaceae
Famille
Genres de rang inférieur
- Aldersonia Nouioui et al. 2018
- Antrihabitans Lee et al. 2020
- Hoyosella Jurado et al. 2009
- Millisia Soddell et al. 2006
- Nocardia Trevisan 1889 (Approved Lists 1980)
- "Prescottella" Jones et al. 2013
- "Prescottia" Jones et al. 2013
- Rhodococcus Zopf 1891 (Approved Lists 1980)
- Skermania Chun et al. 1997
- Smaragdicoccus Adachi et al. 2007
- Tomitella Katayama et al. 2010

Synonymes
- Hoyosellaceae Salam et al. 2020
- Tomitellaceae Salam et al. 2020

Les Nocardiaceae sont une famille de bactéries à Gram positif aérobies, non exigeantes, à G+C% élevé appartenant à l'ordre des Mycobacteriales dans la classe des Actinomycetes. Cette famille comprend plusieurs genres dont les Nocardia et les Rhodococcus sont les plus connus. Ce sont des bactéries que l'on trouve couramment dans l'eau, et le sol y compris en antarctique, et dont certaines sont aussi des pathogènes opportunistes pour l'homme, les animaux ou les plantes. Les Nocardiaceae présentent des coccobacilles, des formes filamenteuses ou, rarement des formes fragmentées et palissadées. Les espèces filamenteuses se développent selon un schéma morphologique ramifié similaire aux hyphes fongiques.

## Description
Les Nocardiaceae sont une famille de bactéries à Gram positif aérobies, non exigeantes, à G+C% élevé appartenant à l'ordre des Mycobacteriales. Elles se retrouvent couramment dans le sol et l'eau. Des membres de cette famille ont été isolés des sols antarctiques,. Les Nocardiaceae présentent des coccobacilles, des formes filamenteuses ou, rarement des formes fragmentées et palissadées. Les espèces filamenteuses se développent selon un schéma morphologique ramifié similaire aux hyphes fongiques.
Les Nocardiaceae ont comme caractéristiques communes de contenir de l'acide meso-diaminopimélique et des quantités importantes d'arabinose et de galactose dans leur paroi classée chimiotype IV selon la définition de Lechevalier & Lechevalier (1970). Cette famille contient aussi des quantités majoritaires de ménaquinone hexa-hydrogénées avec huit unités isoprènes dont les deux terminaisons sont cyclisées.

## Pathogénicité
Certaines espèces de Nocardiaceae colonisent les animaux. Certaines espèces des genres Nocardia et Rhodococcus sont connues pour leurs capacités à provoquer des infections chez les humains et le bétail. Les nocardioses représentent aussi un véritable problème pour les poissons marins et ceux d'eau douce.
De nombreux membres de cette famille intègrent des acides mycoliques dans leur paroi cellulaire et, par conséquent, les Nocardia spp. peuvent être confondues avec des mycobactéries lorsqu'ils sont observés au microscope après une coloration acido-résistante,.

## Effets environnementaux

### Moussage des eaux usées
Les espèces de Nocardia ou de Rhodococcus sont souvent responsables de l'accumulation de mousse qui se produit dans les boues activées lors du traitement des eaux usées,,,. Le moussage biologique peut être problématique pour le processus de traitement de l'eau, et l'accumulation de mousse peut être réduite en ajoutant des agents tensioactifs aux eaux usées,.

### Bioremédiation des hydrocarbures
Les Nocardiaceae présentes dans le sol peuvent dégrader les hydrocarbures. Elles ont d'ailleurs été proposées comme agents de bioremédiation pour les déversements dans l'environnement des distillats de pétrole.

## Taxonomie

### Étymologie
La famille des Nocardiaceae (Castellani and Chalmers 1919; emend. Rainey, Ward-Rainey, and Stackebrandt, 1997) a été nommée d'après son genre type, les Nocardia (No.car.di.a’ce.ae. M.L. fem. n. Nocardia genre-type e la famille; -aceae, terminaison pour famille; M.L. fern. pl. n. Nocardiaceae, la famille Nocardiaceae). Cette famille contient le genre-type Nocardia ainsi que le genre Rhodococcus.

### Historique
La taxonomie des Nocardiaceae a connu de nombreux remaniements. Dans les années 1980, toutes les espèces de Nocardiaceae attribuées au genre Micropolyspora ont été transférées aux genres Nocardia ou Nonomuraea dans la famille des Streptosporangiaceae, ou Saccharopolyspora et Saccharomonospora dans la famille des Pseudonocardiaceae. Cela a effectivement mis fin au statut officiel de ce genre, mais le nom persiste dans des articles de recherche plus anciens.
En 1997, Stackebrandt et al. placent la famille des Nocardiaceae dans le sous-ordre Corynebacterineae, ordre des Actinomycetales.
Les Nocardiaceae ont récemment changé d'ordre passant des actinomycètes aux Mycobacteriales depuis l'amendement de Gupta en 2019 et validé par la LPSN la même année.

### Phylogénie
Les Nocardiaceae forment un clade monophylétique au sein des Corynebacteriales à la fois dans l'ARNr 16S et les arbres phylogénétiques à base de protéines,. Un certain nombre de signatures d'indels conservés et de signatures de protéines conservées ont été identifiés qui se trouvent uniquement dans les genres Nocardia et Rhodococcus, soutenant une relation étroite entre les deux genres. L'analyse des signatures d'ARNr 16S et des marqueurs chimiotaxonomiques, pour ajouter les genres Gordonia, Skermania, Williamsia, Millisia et Smaragdicoccus à la famille des Nocardiaceae a été proposée,. Aucun indel ou signature de protéines conservées n'a été trouvée qui soit communément partagée par Nocardia, Rhodococcus et Gordonia, parmi les genres entièrement séquencés de la révision proposée des Nocardiaceae.